# 林國斌
林國斌（英語：Benjamin Lam Kwok-Bun，1960年9月25日— ），香港電影武打演員，以飾演反派角色為主。

## 背景
林國斌早年在九龍深水埗區長大，有1兄1弟1姊1妹，早年就讀嶺南大學香港同學會小學（1972年小六下午校）和鄧鏡波學校，1980年代以武打演員身份出身。中學畢業後，他到尖沙咀一間的士高任職駐場護衛時，獲一位武術指導留意到其不錯的身手；適逢一批武師於1983年罷工要求加薪，該名武術指導便邀請林國斌擔任兼職武師，如是林國斌開始與演藝界接軌。在正式入行前，他與朋友合資經營桌球室生意，期間由於經營環境轉差而結束營運，再者獲成龍賞識，他就在25歲時加入成家班當龍虎武師，並開始於幕前飾演跑龍套演員。當時成龍有意培育一些長相好的新人成為演員，於是相中了已任兼職龍虎武師的林國斌。
林國斌出道時被指與黎明外貌相似，戲路以演反派為主，在電影上曾跟成龍、李連杰、甄子丹等合作。1988年憑《省港旗兵續集》榮獲第7屆香港電影金像獎最佳新人獎。在1990年代初，林國斌簽約藝能娛樂，以拓展台灣市場，由張國忠擔任其經理人。及後於1994年，他在電影《破壞之王》中飾演「断水流大师兄」（花名「大師兄」）一角，其中數句對白「我唔係針對你，我係話在座咁多位，都係垃圾」（我不是針對你，我是說在座的各位，都是垃圾）成為經典金句，至今仍被流傳。
直至1996年至1997年，林國斌發覺香港電影市場萎縮，年產量不多，加上對於自己能從特技人作起點，爬升到幕前任男主角這個經歷感到滿足而沒有遺憾，所以決定淡出娛樂圈。2000年代前後，林國斌主力從商，與莫少聰、盧惠光、雷宇揚及何家勁在灣仔告士打道伊利沙伯大廈地下開設酒吧「One Night Stand Cafe Bar」，後改為從事金融行業，閒時會客串參演電影過戲癮，如2014年由九把刀監製的台灣電影《等一個人咖啡》及2017年香港電影《毒。誡》，也曾於台灣現代汽車廣告中重現「斷水流大師兄」形象。

## 個人生活
林國斌曾與女藝人梁韻蕊交往。他是梅艷芳關係較為人熟知的男友，1990年兩人相戀時，同居了三年，傳出她被黑社會人物掌摑的新聞，當時林國斌不離不棄陪在一旁。兩人同居了三年後分手。
2007年至2014，林國斌與比他小18年的女藝人周家怡傳出交往緋聞。他目前已和1名圈外人結婚，並育有一對龍鳳胎。

## 演出作品

### 電視劇
- 1996年：廉政行動1996 單元三：證物 飾 汪SIR

### 電影
| 上映年份 | 電影名稱             | 角色         | 備註                            |
| 1984     | 省港旗兵             | 督察         |                                 |
| 1985     | 警察故事             |              |                                 |
| 1986     | 皇家飯               | 阿賓         |                                 |
| 1987     | A計劃續集            | 鎮三環部下   |                                 |
| 1987     | 良宵花弄月           | 飛仔         |                                 |
| 1988     | 省港旗兵續集         | 金生         |                                 |
| 1988     | 警察故事續集         | 軍火勇       |                                 |
| 1988     | 鐵甲無敵瑪利亞       | 救世主       |                                 |
| 1989     | 十面埋伏             | 李國強       | 男主角                          |
| 1989     | 忠義群英             | 茅天雷       | *改編自黑澤明經典電影《七武士》 |
| 1990     | 富貴兵團             | 小海棠       |                                 |
| 1991     | 魔唇劫               | 秦嶽         | *台譯射月                       |
| 1991     | 雷霆掃穴             |              |                                 |
| 1991     | 血醒夢未停           |              |                                 |
| 1991     | 火爆浪子             | 炳文         |                                 |
| 1993     | 神探幹濕褸           |              |                                 |
| 1994     | 醉生夢死的灣仔之虎   | 林國揚       |                                 |
| 1994     | 破壞之王             | 断水流       | 國語配音：屈中恆                |
| 1994     | 新英雄本色           | 雷威         |                                 |
| 1994     | 吸我一滴血           | 吸血僵屍米高 |                                 |
| 1994     | 開發區殺人事件       |              |                                 |
| 1995     | 鼠膽龍威             | 兔子         |                                 |
| 1995     | 賭聖2：街頭賭聖      | 雷泰         | *部分台譯小小賭聖               |
| 1995     | 真相                 |              |                                 |
| 1995     | 天子驕龍             |              |                                 |
| 1996     | 龍虎砵蘭街           | 禽獸哥       |                                 |
| 1997     | 戰狼傳說             | 二狼         |                                 |
| 1997     | 最佳拍檔之醉街拍檔   | 浩式下屬     |                                 |
| 1997     | 黑獄斷腸歌之砌生豬肉 | 獄卒 鄭彬    |                                 |
| 1998     | 豹妹                 |              |                                 |
| 1998     | 轟天綁架大富豪       | 高佬七       |                                 |
| 2000     | 中華賭俠             | 楊光         |                                 |
| 2000     | 流岷師表             | 投資顧問     |                                 |
| 2000     | OL誘惑之各自各精彩   |              |                                 |
| 2007     | 導火綫               | 山哥         |                                 |
| 2013     | 掃毒                 | 黑柴         |                                 |
| 2014     | 等一個人咖啡         | 斷水流大師兄 |                                 |
| 2017     | 毒。誡               | 煙屎         |                                 |
| 2021     | 怒火                 | 區萬貴       |                                 |
| 2024     | 不是你不愛你         | 關國棟       |                                 |

## 參與節目
- 1993年 娛樂北斗星（嘉賓、無綫電視）
- 1996年 超級無敵獎門人（嘉賓、無綫電視）
- 2009年 My Name Is 邦（嘉賓、無綫電視）
- 2020年 我的志願（嘉賓、無綫電視）
- 2020年 諸朋好友（嘉賓、無綫電視）

## 廣告
- 1987年 匯豐銀行「匯豐屋簷下置業服務全面化」
- 1988年 Schick 舒適超凡鬚刨
- 2017年 台灣現代汽車
- 2020年 新三國漢室復興

## 外部連結
- 林國斌在香港影庫上的簡介